# Polana cochlea
Polana cochlea är en insektsart som beskrevs av Delong 1980. Polana cochlea ingår i släktet Polana och familjen dvärgstritar. Inga underarter finns listade i Catalogue of Life.